# E-Government Schweiz
E-Government Schweiz war eine Organisation von Bund, Kantonen und Gemeinden für Ausbreitung elektronischer Behördenleistungen, welche die gemeinsamen E-Government-Aktivitäten der drei Staatsebenen steuerte, plante und koordinierte. Die operativen Tätigkeiten von E-Government Schweiz wurden per 1. Januar 2022 vollständig in die Digitale Verwaltung Schweiz überführt.
Bund, Kantone und Gemeinden sollten eine gemeinsame E-Government-Strategie verfolgen. Die Modalitäten ihrer Zusammenarbeit halten sie in einer öffentlich-rechtlichen Rahmenvereinbarung fest. Die erste Rahmenvereinbarung trafen sie 2008, sie wird bei Bedarf angepasst und vom Bundesrat und der Konferenz der Kantonsregierungen (KdK) verabschiedet.
- Der Steuerungsausschuss aus politischen Vertreterinnen und Vertreter aller Staatsebenen ist verantwortlich für die Strategieumsetzung und nimmt die strategische Steuerung wahr.
- Der Planungsausschuss aus E-Government-Fachleuten von Bund, Kantonen und Gemeinden plant und kontrolliert die Umsetzung der Strategie.
- Die Geschäftsstelle betreut die Koordination und Kommunikation.
- Die Leistungsverantwortlichen sind für die Umsetzung der im Umsetzungsplan definierten Umsetzungsziele zuständig.